# Sony Ericsson C905
索尼爱立信C905（中国大陆地区型号为C905c）是索尼爱立信一款在2008年推出的手提電話，为索尼爱立信在C系列（包括其前身K系列）中推出的首款滑盖手机。并因其高达810万像素的摄像头而引起广泛关注。

## 主要規格

### 數位功能

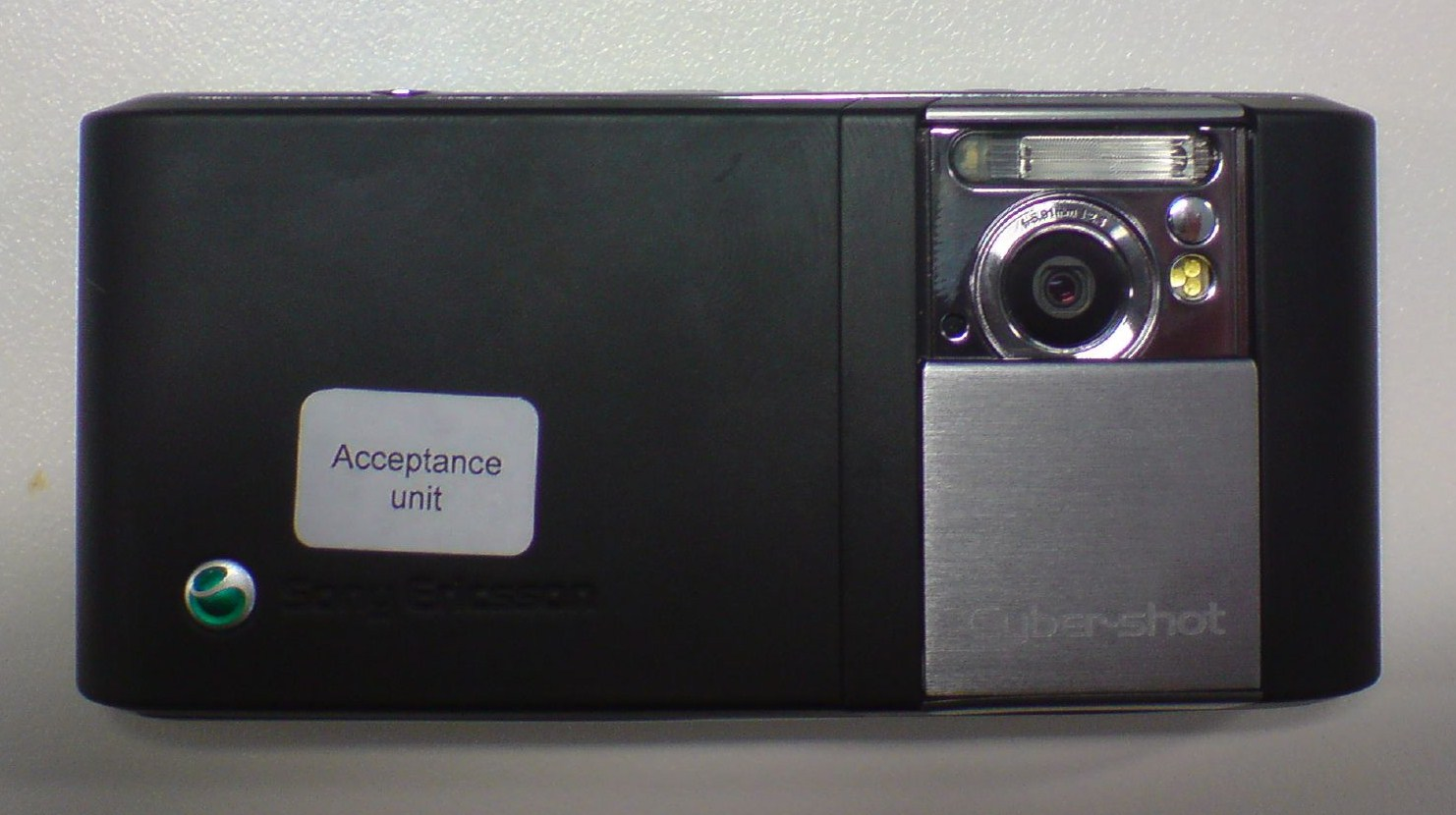
C905機背的810萬像素CMOS鏡頭

- 相機功能：810 萬像素 CMOS 感光元件（3264x2448）
- 氙气闪光灯、辅助对焦补光灯
- 數位變焦：16X 數碼變焦、自動對焦、圖片編輯器、逆光补偿、人脸追踪、数码防抖、微笑快門
- 無限時影片拍攝
- 影片播放：MPEG4、3GPP、H.263、H.264、WMV、RealMedia
- 音樂播放：MP3、AAC、AAC+、eAAC+、MIDI、AMR、WAV、WMA、M4A、RealAudio
- 影音補充資料：Mega Bass 音樂播放、音樂編輯器／MIDI（音樂DJ）功能
- 記憶體：160 MB
- 記憶卡插槽：M2卡（可擴充記憶至8GB）
- 內置FM收音機

### 傳輸功能
- 藍芽、USB傳輸
- 上網功能：GPRS Class 10（WAP 2.0）、EDGE、WCDMA、HSDPA、Wi-Fi（因应中国大陆法律规定，大陆型号C905c无WCDMA和Wi-fi功能）、RSS
- 多媒體訊息：MMS、EMS、SMS
- Email收發：支援IMAP4、Exchange Push Mail、POP3、SMTP協定

### GPS功能
- 内置GPS芯片
- 支持AGPS